# Ayoub Abou
Ayoub Abou Oulam (Casablanca, 28 de junio de 1998) es un futbolista marroquí que juega como centrocampista en el C. D. Feirense de la Segunda División de Portugal.

## Trayectoria
Se formó en la cantera del F. C. Barcelona donde fue uno de los canteranos más prometedores de La Masía desde su llegada en 2007, con solo nueve años. Batió todos los récords de precocidad de las categorías inferiores, en la cual llegó a la categoría cadete cuando solo era un alevín y llegó a juvenil cuando todavía era cadete. Sin embargo, la sanción de la FIFA cuando tenía 17 años le hizo marcharse al Juvenil del F. C. Porto, con el que participó en la Liga Juvenil de la UEFA. 
Su primera temporada como profesional la disputó en la 2017-18 en el Rayo Majadahonda, con el que consiguió el ascenso a Segunda División. Con los majariegos sumó 31 partidos en Segunda B y anotó dos goles. Gracias a su actuación en Segunda B, en junio de 2018 el firmó por el Getafe C. F. por cuatro temporadas.
Un mes después, cuando iba a ser cedido a un conjunto de segunda división, rescindió su contrato con el equipo getafense y firmó por el Real Madrid C. F., convirtiéndose en un refuerzo para el filial blanco en su búsqueda del ascenso a la categoría de plata del fútbol español.
El 5 de octubre de 2020 regresó el C. F. Rayo Majadahonda que nuevamente jugaba en la Segunda División B.
En agosto de 2021 se marchó al fútbol italiano para jugar las siguientes dos temporadas en la S. P. A. L. En febrero del año siguiente fue cedido al F. C. Tsarsko Selo Sofia para completar la primera de ellas. Regresó a Bulgaria en julio de 2023 una vez se desvinculó del equipo italiano para jugar en el F. C. Pirin Blagoevgrad.
De cara a la temporada 2024-25 inició una nueva etapa en Armenia después de fichar por el F. C. Urartu. Esa campaña la terminó en el F. K. Sutjeska Nikšić y en julio de 2025 se unió al C. D. Feirense.

## Clubes
| Club                              | País       | Año       | Partidos (goles) |
| --------------------------------- | ---------- | --------- | ---------------- |
| C. F. Rayo Majadahonda            | España     | 2017-2018 | 35 (2)           |
| Getafe C. F.                      | España     | 2018      | 0 (0)            |
| Real Madrid Castilla C. F.        | España     | 2018-2020 | 26 (2)           |
| C. F. Rayo Majadahonda            | España     | 2020-2021 | 19 (0)           |
| S. P. A. L.                       | Italia     | 2021-2023 | 0 (0)            |
| F. C. Tsarsko Selo Sofia (cedido) | Bulgaria   | 2022      | 12 (0)           |
| F. C. Pirin Blagoevgrad           | Bulgaria   | 2023-2024 | 35 (0)           |
| F. C. Urartu                      | Armenia    | 2024-2025 | 19 (0)           |
| F. K. Sutjeska Nikšić             | Montenegro | 2025      | 3 (0)            |
| C. D. Feirense                    | Portugal   | 2025-     |                  |